# ヤック
ヤック（Yuck）は、イングランドはロンドン出身のインディー・ロック・バンド。元ケイジャン・ダンス・パーティのマックス・ブルーム、ダニエル・ブランバーグを中心に結成。その音楽性はダイナソーJr.、ペイヴメント、マイ・ブラッディ・ヴァレンタイン、ソニック・ユースなどに例えられる。

## 来歴
2009年にイングランド、ロンドンで結成。
2011年2月にファースト・アルバムでありセルフタイトルでもある『ヤック』をファット・ポッサムよりリリース。
2012年4月にシングル曲の「Chew」を自身のサウンドクラウド上でリリースする。この曲はアルバム未収録となっている。
翌年の2013年4月にフェイスブック上でブランバーグのバンドの脱退、同時にセカンド・アルバムを製作中であることを明らかにした。
同年7月、新曲の「Rebirth」をオフィシャルサイト上で無料公開する。
8月には新たなシングル曲「Middle Sea」がハウ・ステファンズの番組上でオンエアされた。
9月にセカンド・アルバムである『Glow & Behold』をリリース。また、ニュー・オーダーの「エイジ・オブ・コンセント」をカバーしたビデオを動画サイト上で公開する。撮影はマイケル・ローレンスによって、ラック・スタジオ内で行われた。新メンバーのエド・ヘイズも参加したこの曲はシングル「Middle Sea」にカップリングとして収録された。
2014年1月、ポートランドで行われたライブ内で、2014年中にEPをリリースすることを発表した。当ライブではEPに収録される予定の新曲も披露された。
2016年2月、サード・アルバム『ストレンジャー・シングス』をリリース。
2021年2月、SNSで解散を発表した。

## メンバー

### 最終ラインナップ
- マックス・ブルーム (Max Bloom) – リード・ギター、ボーカル (2009年–2021年)
- マリコ・ドイ (Mariko Doi) – ベース、ボーカル (2009年–2021年)
- ジョニー・ロゴフ (Jonny Rogoff) – ドラム (2009年–2021年)
- エド・ヘイズ (Ed Hayes) – リズム・ギター (2013年–2021年)

### 旧メンバー
- ダニエル・ブランバーグ (Daniel Blumberg) – ボーカル、リズム・ギター (2009年–2013年)
- イラナ・ブランバーグ (Ilana Blumberg) – ボーカル (2009年–?)

## ディスコグラフィ

### アルバム
- 『ヤック』 - Yuck (2011年)
- Glow & Behold (2013年)
- 『ストレンジャー・シングス』 - Stranger Things (2016年)

### EP
- Southern Skies (2014年)

### シングル
- "Rubber" (2010年) ※ヴァイナル盤限定
- "Georgia" (2010年) ※ヴァイナル盤限定
- "Holing Out" (2011年)
- "Get Away" (2011年)
- "The Wall" (2011年)
- "Shook Down"/"Milkshake" (2011年)
- "Chew" (2012年)
- "Rebirth" (2013年)
- "Middle Sea" (2013年)
- "Lose My Breath" (2013年)
- "Southern Skies" (2014年)
- "Hold Me Closer" (2015年)
- "Hearts in Motion" (2016年)
- "Cannonball" (2016年)